# Wyznanie antiocheńskie
Wyznanie antiocheńskie – antyariański symbol wiary ułożony w 324/325 roku przez Synod w Antiochii syryjskiej.

## Historia
Synod odbył się na przełomie 324/325 roku, a więc w okresie bezpośrednio poprzedzającym Sobór Nicejski. Obrady były poświęcone zaradzeniu błędom arianizmu dotyczącym ludzkiego tylko pochodzenia Chrystusa. Przewodniczył mu Hozjusz z Kordoby, podobnie jak później soborowi w Nicei. Wyznanie znajduje się w tzw. Liście Synodu antiocheńskiego, który dotrwał do naszych czasów w syryjskim tłumaczeniu w trzech manuskryptach: paryskim, symbol: syr. 62; watykańskim, Museo Borgiano, symbol: syr. 148; oraz Mingana (wskazany przez H. Chadwicka), symbol: syr. 8.

## Treść
Wyznanie antiocheńskie precyzuje kwestię zrodzenia Syna przez Ojca, jest niezwykle ciekawe z punktu widzenia kształtowania się języka teologicznego. W nowym, poprawionym przez prof. Louise Abaramowski z Uniwersytetu w Tybindze wydaniu zostało podzielone na cztery części:
- Pierwsza – poświęcona Bogu Ojcu. Jest On określony jako „Wszechmogący, niepojęty, niepodlegający ruchowi i zmianie”[4].
- Druga – poświęcona Jezusowi Chrystusowi.

Jest ona podzielona na dwie części: IIa i IIb.
Pierwsza z nich stanowiła centrum zainteresowania synodu, dotyczyła metafizycznego opisu natury Chrystusa. Znajdujemy tam takie sformułowania, jak: „zrodzony, nie z tego co nie jest lecz z Ojca”. Jak również: „Nie jako rzecz uczyniona, lecz w sposób właściwy jako potomstwo”. Jezus jest nazwany „odbiciem” / (gr.) χαρακτήρ - „charakter”/. Jest to słowo zaczerpnięte z Listu do Hebrajczyków, gdzie mowa jest o tym, że Syn jest „odbiciem Jego /Ojca/ istoty” / (gr.) „χαρακτηρ της υποστάσεως αυτου” / (Hbr 1,3). Wyznanie podkreśla, że mówienie o adopcji Syna przez Ojca jest bluźniercze. Jest także użyte słowo obraz / (gr.) „εικών” - eikon /: „Jest On /Syn/ obrazem nie woli ani czegoś innego, ale ojcowskiej hipostazy (substancji)”.
Część IIb mówi o Wcieleniu: „Syn, Bóg Logos /Słowo/, było także narodzone w ciele z Maryi, Matki Bożej”.
- Trzecia część jest poświęcona wierze w Ducha Świętego, w Kościół, zmartwychwstanie umarłych i sąd. Wymienione artykuły wiary są zbliżone do ostatniej części Symbolu apostolskiego.
- Czwarta część zawiera klauzule anatematyzujące, skierowane przeciw ariańskim poglądom chrystologicznym[5].